# Мацуката Масайосі
Мацуката Масайоші (яп. 松方正義, まつかたまさよし; 23 березня 1835 — 2 липня 1924) — японський політик і державний діяч, фінансист. 4-й і 6-й прем'єр-міністр Японії (6 травня 1891 — 8 серпня 1892, 18 вересня 1896 — 12 січня 1898). 1-й, 3-й, 5-й, 8-й міністр фінансів (1881—1892, 1896, 1896—1898, 1898—1900), 8-й міністр внутрішніх справ (1880—1881, 1892), міністр печатки (1917—1922). Організатор валютної реформи, засновник Національного банку та золотого стандарту Японії. Герцог, ґенро. Кавалер британського Ордену святого Михайла і святого Георгія. Псевдонім — Кайто.

## Біографія
Мацуката Масайоші народився 23 березня 1835 року в містечку Каґошіма південнояпонського автономного уділу Сацума-хан, в самурайській родині. Протягом 1852—1859 років він займав посаду писаря сацумської поліції. 1860 року Мацайосі одружився із Кавакамі Масако, а 1862 року вирушив разом із володарем Шімадзу Тадайосі до Кіото та Едо.
1866 року Масайоші призначили завідувачем сацумського флоту. Йому вдалося модернізувати і підвищити його боєздатність, закупивши новітню зброю і кораблі у Великої Британії. Масайоші також сприяв налагодженню контактів із антисьогунатівською опозицією в Японії і допомагав укладанню таємного союзу між Сацумою і Тьосю.
Після реставрації Мейджі 1868, Масайоші увійшов до складу новоствореного Імператорського уряду і керував воєнними діями урядових військ на Кюсю. Він займав посади голови штабу Імператорських військ Кюсю, головного судді Наґасакі та голови префектури Хіта. 1871 року Масайоші призначили тимчасовим старшим заступником голови Міністерства фінансів і тимчасовим головою Податкової адміністрації. Згодом він очолював відділи сприяння промисловості та сільського господарства Міністерства внутрішніх справ.
1880 року Масайоші посів крісло голови Міністерства внутрішніх справ, а 1881 року паралельно зайняв посаду міністра фінансів. На чолі фінансового відомства він здійснив ряд реформ, спрямованих на упорядкування валютної системи та збільшення обороноздатності країни. Ці реформи отримали назву «дефляція Мацукати». Міністру вдалося покінчити з інфляцією, але його курс спричинив падіння цін, розорення селян і встановлення поміщицького землеволодіння.
1885 року Масайоші увійшов до складу першого кабінету Іто Хіробумі, в якому знову очолив Міністерство фінансів. Він монопольно утримував міністерський портфель до 1900 року, за винятком 5-річного урядування Окуми Сіґенобу. З 1888 року Масайоші паралельно посідав крісло міністра внутрішніх справ, а 1890 року був призначений депутатом Палати перів японського Парламенту.
Масайоші керував Японією на посаді прем'єр-міністра протягом 1891—1892 і 1896—1898 років. Він сприяв створенню власної фракції з числа знатних поміщиків та високопосадовців, які мали вплив на уряд та Імператорський двір. 1898 року Масайоші був нагороджений почесним званням ґенро, а 1903 року став членом Таємної ради при Імператорі Японії. 1917 року його призначили міністром печатки.
Мацуката Масайоші помер 2 липня 1924 року. До кінця свого життя він продовжував впливати на політичне життя країни.